# Giuseppe Bevione
Giuseppe Bevione (Torino, 27 dicembre 1879 – Firenze, 31 luglio 1976) è stato un giornalista e politico italiano.

## Biografia
Fu deputato del Regno e sottosegretario alla Presidenza del Consiglio durante il Governo Bonomi I. Inizialmente contrario al Fascismo, vi aderì nel 1926. Fu nominato Senatore del Regno il 20 settembre 1924.
È sepolto nella tomba di famiglia nel cimitero cittadino di Montà d'Alba, paese nel Roero.
Fece parte della Massoneria.